# Повељано
Повељано (итал. Povegliano) је насеље у Италији у округу Тревизо, региону Венето.
Према процени из 2011. у насељу је живело 1195 становника. Насеље се налази на надморској висини од 54 м.

## Становништво
Према резултатима пописа становништва 2011. у општини је живело 5.052 становника.
| 1931. | 1936. | 1951. | 1961. | 1971. | 1981. | 1991. | 2001. | 2011. |
| ----- | ----- | ----- | ----- | ----- | ----- | ----- | ----- | ----- |
| 2.973 | 2.903 | 3.070 | 2.924 | 3.073 | 3.350 | 3.514 | 4.109 | 5.052 |